# Малейківська сільська рада
Малейківська сільська рада — (біл. Малейкаўскі сельсавет), адміністративно-територіальна одиниця в складі Брагінського району розташована в Гомельській області Білорусі. Адміністративний центр — Малейки.
Малейківська сільська рада розташована на південному сході Білорусі, у південній частині Гомельської області, граничить з районним центром Брагіном.
До складу сільради входять такі населені пункти:
- Малейки
- Городище
- Городок
- Заріччя
- Котловиця
- Пацков
- Петрицьке
- Новий Мокрець
- Старий Мокрець
- Стежарно
- Стежарний
- Сілець
- Тельман